# قلعة البحر الشرقية
قلعة البحر الشرقية (بالإنجليزية: Eastwatch)‏ هي الحلقة الخامسة من الموسم السابع من المسلسل الفانتازي صراع العروش، والمُقتبس من سلسلة روايات أغنية الجليد والنار للمؤلف جورج ر. ر. مارتن، وهي الحلقة رقم 65 من المسلسل ككل. عُرضت الحلقة لأول مرة في 13 أغسطس 2017، على شبكة إتش بي أو المُنتجة للمسلسل، وكانت من كتابة ديف هيل (كاتب)، ومن إخراج مات شاكمان.

## ملخص الحلقة
ينجو كل من (جيمي) و(برون) في المعركة ويعودانِ إلى كينغز لاندينغز. تجمَع (دنيرس) الجنودَ الباقيين من جيش اللانستر وتُخيّرهم بين اتّباعها أو القتل، انحنى الجميعُ لها عدا (راندل) و(ديكون تارلي) حيثُ أمرت (دنيرس) تنّينها بحرقهم أحياءً رغمَ عدم رضى (تيريون) بذلك. ويصل (جورا) إلى دراغونستون حيثُ يُقابِل ملكته ويُقسم بالولاء لها. في السيداتيل، يَصِل غرابٌ من (بران ستارك) محمّل برسالة للحكماء تُحذّرهم من اقتراب السائرين لقلعة البحر الشرقيّة، ومع تكذيبهم لتلك الرسالة، يسرق (سام) العديد من الكتب ويرحل عن القلعة برفقة (غيلي) وابنها. يُقرّر (جون) الذهاب لقلعة البحر الشرقيّة والعبور لمنطقة ما وراء الجدار ليقبِضَ على أحدِ الموتى ويُقدّمه لـ (سيرسي) كدليل لاقتناعها والقبول بهدنةٍ وتحالفٍ مؤقّت وذلك عبر وساطةِ (تيريون) الذي يتسلّل مع السير (دافوس) إلى العاصمة ويلتقي بأخيه (جيمي) ليقنِع (سيرسي) بالهدنة، (سيرسي) بدورها تقبل التحالف المؤقّت وتُعلِن بأنّها حامل من (جيمي). في ذلك الوقت، يدور (دافوس) في سوق كينغز لاندينغز ليعثُرَ على (جندري) نغل (روبرت براثيون) ويُعيده معه إلى دراغونستون. وفي وينترفيل، يشعُر اللورد (باليش) أن (آريا) تراقبه، فيترك رسالةً قديمة قاصداً أن تعثر (آريا) عليها، وهي الرسالة التي كتبتها (سانزا) عندما كانت أسيراً لدى آل (لانستر) تدعو فيها (روب ستارك) للقسم لـِ (جوفري براثيون). وأخيراً وفي قلعة البحر الشرقيّة، يصل (جون سنو) إليها برفقة (جندري) و(جورا)، وهناك ينضمّ إليهم الكلب (ساندرو كليغان) وقائد الأخوية بلا راية (ثوروس) ومجموعة من الهمج بقيادة (تورموند) وذلك لعبور الجدار والقبض على أحد الأموات.

## الإنتاج
سيناريو الحلقة كان من كتابة ديف هيل (كاتب)، وأُختير مات شاكمان لإخراجها. كان روبرت ماكلاكلن مديرًا لتصوير الحلقة، وكيتي وايلاند محررًا لها، أما موسيقى الحلقة التصويرية فكانت من تلحين رامين جوادي.

## نسب المشاهدة
| الموسم | الموسم | رقم الحلقة | رقم الحلقة | رقم الحلقة | رقم الحلقة | رقم الحلقة | رقم الحلقة | رقم الحلقة | رقم الحلقة | رقم الحلقة | رقم الحلقة | المتوسط |
| الموسم | الموسم | 1          | 2          | 3          | 4          | 5          | 6          | 7          | 8          | 9          | 10         | المتوسط |
| ------ | ------ | ---------- | ---------- | ---------- | ---------- | ---------- | ---------- | ---------- | ---------- | ---------- | ---------- | ------- |
|        | 1      | 2.22       | 2.20       | 2.44       | 2.45       | 2.58       | 2.44       | 2.40       | 2.72       | 2.66       | 3.04       | 2.52    |
|        | 2      | 3.86       | 3.76       | 3.77       | 3.65       | 3.90       | 3.88       | 3.69       | 3.86       | 3.38       | 4.20       | 3.80    |
|        | 3      | 4.37       | 4.27       | 4.72       | 4.87       | 5.35       | 5.50       | 4.84       | 5.13       | 5.22       | 5.39       | 4.97    |
|        | 4      | 6.64       | 6.31       | 6.59       | 6.95       | 7.16       | 6.40       | 7.20       | 7.17       | 6.95       | 7.09       | 6.84    |
|        | 5      | 8.00       | 6.81       | 6.71       | 6.82       | 6.56       | 6.24       | 5.40       | 7.01       | 7.14       | 8.11       | 6.88    |
|        | 6      | 7.94       | 7.29       | 7.28       | 7.82       | 7.89       | 6.71       | 7.80       | 7.60       | 7.66       | 8.89       | 7.69    |
|        | 7      | 10.11      | 9.27       | 9.25       | 10.17      | 10.72      | 10.24      | 12.07      | غ/م        | غ/م        | غ/م        | 10.26   |
|        | 8      | 11.76      | 10.29      | 12.02      | 11.80      | 12.48      | 13.61      | غ/م        | غ/م        | غ/م        | غ/م        | 11.99   |

## وصلات خارجية
- قلعة البحر الشرقية على موقع IMDb (الإنجليزية)
- قلعة البحر الشرقية على موقع ميتاكريتيك (الإنجليزية)
- قلعة البحر الشرقية على موقع روتن توميتوز (الإنجليزية)
- قلعة البحر الشرقية على موقع أول موفي (الإنجليزية)